# Los mil días de Allende (serie de televisión)
Los mil días de Allende es una miniserie de televisión chilena estrenada en la plataforma de streaming Riivi el 1 de septiembre de 2023, y en TVN el 7 de septiembre. La serie narra la historia de los tres años del Gobierno de Salvador Allende.

## Sinopsis
La historia es relatada por Manuel Ruiz, un español de veinticinco años que se convierte en asesor del presidente Salvador Allende, presentando al gobernante en su complejidad, en sus gestas, dificultades y contradicciones.

## Reparto
- Pablo Capuz como Manuel Ruiz, asesor de Allende.
- Alfredo Castro como Salvador Allende Gossens,[2] Presidente de la República de Chile (1970-1973).[3]
- Benjamín Vicuña como Fidel Castro Ruz,[4] Primer ministro de Cuba (1959-2008).[5]
- Daniel Alcaíno como Augusto Pinochet Ugarte, Comandante en Jefe del Ejército de Chile (1973-1998).
- Tito Bustamante como Eduardo Frei Montalva, ex Presidente de la República de Chile (1964-1970).
- Aline Kuppenheim como Hortensia Bussi Soto, Primera dama de Chile.
- Susana Hidalgo como Beatriz Allende Bussi, hija de Allende y Bussi.
- Josefina Roca como Isabel Allende Bussi, hija de Allende y Bussi.
- Francisca Gavilán como Miria Contreras Bell, secretaria personal de Allende.
- Héctor Morales (actor) como Carlos Jorquera Tolosa, secretario de prensa de Allende.
- Néstor Cantillana como José Tohá González, Ministro del Interior de Chile (1970-1972).
- Jaime Omeñaca como Carlos Prats González, Comandante en jefe del Ejército de Chile (1971-1973).
- Mario Horton como Miguel Enríquez Espinosa, secretario general del Movimiento de Izquierda Revolucionaria (Chile) (MIR).
- Cristián Chaparro como Luis Corvalán Lepe, Secretario general del Partido Comunista de Chile (1958-1990) (PCCh).
- Iván Álvarez de Araya como Augusto Olivares Becerra, director de prensa en Televisión Nacional de Chile (TVN).
- Marcial Tagle como Patricio Aylwin Azócar, presidente del Senado de Chile. (1971-1972).
- Cristián Campos como René Schneider Chereau, Comandante en jefe del Ejército de Chile (1969-1970).
- Claudio Arredondo como Radomiro Tomic, candidato en la Elección presidencial de Chile de 1970.
- Manuel Peña como Edmundo Pérez Zujovic, Ministro del Interior de Chile (1968-1969).
- Juan Gillmore como José Manuel Varela (ficticio) El presidente del Gremio de los Empresarios de Chile (1970-1974).
- Valentina Barrios como Nora (ficticio), agente de la CIA.
- Matthew Fry como Jack (ficticio), agente de la CIA
- Rodrigo Soto, como el militar Roberto Viaux.
- Pablo Schwarz como José Toribio Merino, Comandante en jefe de la Armada de Chile (1973-1990).
- Alejandro Trejo como Raúl Silva Henríquez, Arzobispo de Santiago de Chile (1961-1983)
- Pablo Ausensi como Sergio Onofre Jarpa, presidente del Partido Nacional (Chile) (1968-1973)

## Episodios
| N.º | Título                     | Dirigido por | Escrito por | Emisión en Riivi         | Emisión en TVN           |
| --- | -------------------------- | ------------ | ----------- | ------------------------ | ------------------------ |
| 1   | «Los días rojos»           | —            | —           | 1 de septiembre de 2023  | 7 de septiembre de 2023  |
| 2   | «El tiempo de las cerezas» | —            | —           | 1 de septiembre de 2023  | 14 de septiembre de 2023 |
| 3   | «El poder popular»         | —            | —           | 8 de septiembre de 2023  | 21 de septiembre de 2023 |
| 4   | «El golpe»                 | —            | —           | 11 de septiembre de 2023 | 28 de septiembre de 2023 |

## Producción
La serie, coproducida por Parox Producciones, la productora española Mediterráneo, además de Aleph, Mente Colectiva y HD Argentina, se adjudicó $520.445.211 de los fondos otorgados por el Consejo Nacional de Televisión, en la categoría de series históricas.

## Emisión internacional
TV Pública.(Argentina)
 RTVE.(España)